# Анискевич, Иван Дмитриевич
Иван Дмитриевич Анискевич (род. 15 ноября 1988, Жодино, Минская область) — белорусский самбист и дзюдоист, бронзовый призёр первенства Беларуси по дзюдо среди молодёжи 2009 года, бронзовый призёр первенства мира по самбо среди юношей 2006 года, бронзовый призёр первенств Европы по самбо среди юниоров 2007 и 2008 годов, серебряный призёр первенства мира по самбо среди юниоров 2008 года, бронзовый призёр чемпионатов Европы по самбо 2011, 2012, 2014 и 2015 годов, бронзовый призёр соревнований по самбо Европейских игр 2019 года, победитель и призёр этапов Кубка мира по самбо, бронзовый призёр розыгрышей Кубка мира по самбо 2014 и 2015 годов, чемпион (2015), серебряный (2013) и бронзовый (2020) призёр чемпионатов мира по самбо, мастер спорта Республики Беларусь международного класса. Начал заниматься самбо в 1996 году. По самбо выступал в полулёгкой (до 57 кг) и лёгкой (до 62 кг) весовых категориях.